# For No One
«For No One» –en español: «Para nadie»– es una canción escrita por Paul McCartney (aunque se atribuye a Lennon/McCartney) que aparece originalmente en el séptimo álbum de los Beatles, Revolver. La canción termina abruptamente, así como la relación que describe. El título original de la canción fue Why Did It Die? ("¿Por qué eso murió?"). McCartney estaba por entonces de novio con la actriz Jane Asher, con quién rompería dos años después.

## Escritura y grabación de la canción
"For No One" fue compuesta tras una pelea de Paul McCartney con su novia en ese entonces, Jane Asher,  durante un viaje de esquí a los Alpes suizos a inicios de 1966.   Destaca por ajustarse a lo esencial y sin mayores arreglos, tanto en la letra como en la música. El estilo barroco característico parece que fue inspirado  por la madre de Asher, una profesora de música que le enseñó a McCartney las piezas de Johann S. Bach y Joseph Haydn.
Se grabó los días 9, 16 y 19 de mayo de 1966. Paul cantó, tocó el piano y el bajo, mientras Ringo tocó la batería y la tamborina. El solo de trompa fue interpretado por Alan Civil. Paul quería incluir este instrumento porque siempre le había gustado, por lo que habló con George Martin y éste quiso traer al mejor intérprete posible. Cuando Civil terminó de interpretar el excelente solo, Paul se atrevió a decirle que estaba bien, pero que podía hacerlo mejor. Finalmente, fue esa primera toma la que se utilizó.
La canción es notable por su sonido pop barroco y un contenido triste y nostálgico, en el que su autor narra que ha comprobado que su relación amorosa se termina. La parte instrumental está dominada por los sencillos acordes del piano de McCartney. 
Es una de las pocas canciones de The Beatles en las que no participan del todo en los instrumentos o vocales John Lennon y George Harrison, al ser grabada evitando la dinámica habitual de grupo. Esta tendencia individualista de McCartney resultaría poco aceptada  por sus compañeros de banda en años posteriores.

## Personal
- Paul McCartney - voz, piano (Steinway Hamburg Baby Grand), bajo (Rickenbacker 4001s), clavicordio.
- Ringo Starr - batería (Ludwig Super Classic), pandereta.
- Alan Civil - Corno Francés.

## Versiones
Leo Caruso hizo una versión original del tema en su disco de Blues/Jazz Colores Primarios
Caetano Veloso hizo una versión del tema en su disco Qualquer Coisa de 1975